# Tamariu

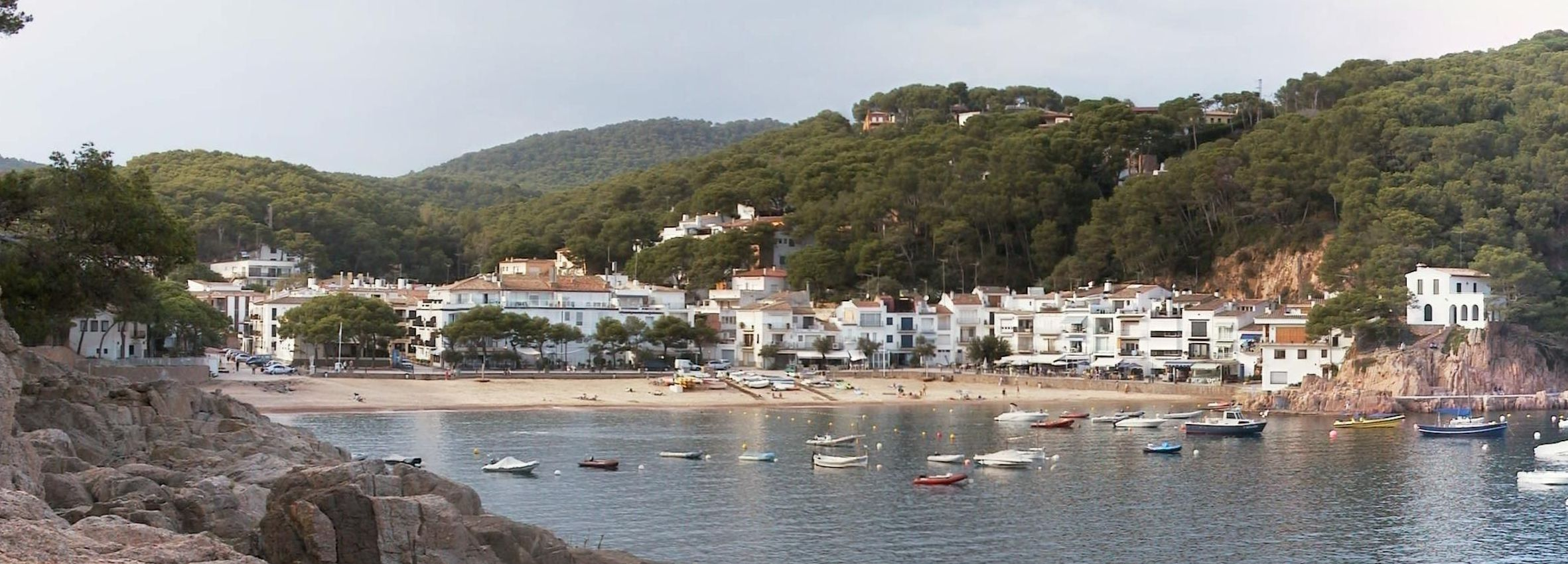
Die Bucht von Tamariu

Tamariu (katalanisch für Tamariske) ist ein Teilort der katalanischen Gemeinde Palafrugell an der Costa Brava in Spanien. Er liegt am Mittelmeer knapp 100 Kilometer südlich der französischen Grenze in Katalonien und hatte im Jahre 2011 273 Einwohner. Die beschauliche Promenade entlang des Strandes wird von aufgestockten, ehemaligen Fischerhäusern und einigen Tamarisken gesäumt.
Die nächstgrößeren Orte sind fünf Kilometer westlich Palafrugell und 30 Kilometer weiter in westlicher Richtung die Provinzhauptstadt Girona. 
Das ehemalige Fischerdorf lebt heute vom Tourismus, der in den Sommermonaten die Einwohnerzahl vervielfacht.
Die Küste selbst besteht aus (Fein-)Kies- und Felsstrand. Bedingt durch die tief eingeschnittene Hauptbucht ist das Wasser auch bei stürmischer See relativ ruhig und warm. Der Leuchtturm Sant Sebastià steht auf dem 165 m hohen gleichnamigen Berg und trennt Tamariu vom Nachbarort Llafranc.

## Tourismus
Für Touristen stehen ein Campingplatz, einige Appartementhäuser und Hotels zur Verfügung. Seit vielen Jahren ist im Ort eine Tauchbasis ansässig, die Bootstauchgänge bis in die Nähe von L’Estartit sowie Tauchgänge in der ca. 15 m tiefen und geschützten Bucht anbietet.

## Verkehr
Tamariu ist mit dem Auto oder einem regelmäßigen Linienbusverkehr von der Küstenstraße aus und per Flugzeug über den ca. 70 km von Tamariu entfernten Flughafen Girona zu erreichen.

## Besonderheiten
Da die Bucht von Tamariu viele verschiedene Lebensräume auf kleiner Fläche enthält, ist der Ort regelmäßig Ziel meeresbiologischer Exkursionen der Universität Tübingen.